# Canton de Carcassonne-1

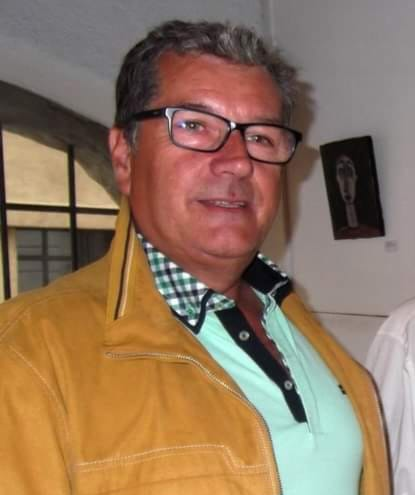
Michel Molhérat (1961-2023) conseiller départemental du canton (2015-2021).

Le canton de Carcassonne-1 est une circonscription électorale française du département de l'Aude créée par le décret du 13 juillet 1973.
À la suite du redécoupage cantonal de 2014, les limites territoriales du canton sont remaniées.

## Histoire
Un nouveau découpage territorial de l'Aude entre en vigueur en mars 2015, défini par le décret du 21 février 2014, en application des lois du 17 mai 2013 (loi organique 2013-402 et loi 2013-403). Les conseillers départementaux sont, à compter de ces élections, élus au scrutin majoritaire binominal mixte. Les électeurs de chaque canton élisent au Conseil départemental, nouvelle appellation du Conseil général, deux membres de sexe différent, qui se présentent en binôme de candidats. Les conseillers départementaux sont élus pour 6 ans au scrutin binominal majoritaire à deux tours, l'accès au second tour nécessitant 12,5 % des inscrits au 1er tour. En outre la totalité des conseillers départementaux est renouvelée. Ce nouveau mode de scrutin nécessite un redécoupage des cantons dont le nombre est divisé par deux avec arrondi à l'unité impaire supérieure si ce nombre n'est pas entier impair, assorti de conditions de seuils minimaux. Dans l'Aude, le nombre de cantons passe ainsi de 35 à 19.

## Représentation

### Représentation depuis 2015
| Période élective | Période élective | Mandat | Mandat   | Identité               | Nuance | Nuance | Qualité |
| ---------------- | ---------------- | ------ | -------- | ---------------------- | ------ | ------ | --- |
| 2015             | 2021             | 2015   | 2021     | Chloé Danillon-Banquet |        | PS     | Secrétaire nationale du MJS Plus jeune conseillère départementale de France Élue en 2021 dans le canton de la Malepère à la Montagne Noire |
| 2015             | 2021             | 2015   | 2021     | Michel Molhérat        |        | PS     | Adjoint au maire de Carcassonne (2009-2014), Conseiller municipal de 2014 à 2023                                                           |
| 2021             | 2028             | 2021   | en cours | Magali Bardou          |        | DVD    | Directrice d'agence immobilière, Adjointe au maire de Carcassonne depuis 2014                                                              |
| 2021             | 2028             | 2021   | en cours | François Mourad        |        | HOR    | Journaliste, Conseiller au cabinet du maire de Carcassonne de 2014 à 2021                                                                  |

### Résultats détaillés

#### Élections de mars 2015
À l'issue du 1er tour des élections départementales de 2015, trois binômes sont en ballottage : Dominique Escriva et Josette Posocco (FN, 31,76 %), Arnaud Albarel et Isabelle Chesa (UMP, 30,47 %) et Chloé Danillon et Michel Molherat (PS, 26,12 %). Le taux de participation est de 55,31 % (5 539 votants sur 10 015 inscrits) contre 57,46 % au niveau départemental et 50,17 % au niveau national.
Au second tour, Chloé Danillon et Michel Molherat (PS) sont élus avec 34,7 % des suffrages exprimés et un taux de participation de 59,66 % (1 971 voix pour 5 976 votants et 10 016 inscrits).

#### Élections de juin 2021
Le premier tour des élections départementales de 2021 est marqué par un très faible taux de participation (33,26 % au niveau national). Dans le canton de Carcassonne-1, ce taux de participation est de 34,95 % (3 287 votants sur 9 405 inscrits) contre 39,73 % au niveau départemental. À l'issue de ce premier tour, deux binômes sont en ballottage : Michel Molherat et Delphine Verniol (Union à gauche avec des écologistes, 36,62 %) et Magali Bardou et François Mourad (DVD, 34,23 %).
Le second tour des élections est marqué une nouvelle fois par une abstention massive équivalente au premier tour. Les taux de participation sont de 34,3 % au niveau national, 39,98 % dans le département et 38,89 % dans le canton de Carcassonne-1. Magali Bardou et François Mourad (DVD) sont élus avec 54,48 % des suffrages exprimés (1 782 voix pour 3 660 votants et 9 410 inscrits),,. 

## Composition

### Composition avant 2015
Le canton de Carcassonne 1er Canton se composait d'une fraction de la commune de Carcassonne et de sept autres communes :
- Berriac
- Carcassonne (fraction)
- Cavanac
- Cazilhac
- Couffoulens
- Leuc
- Mas-des-Cours
- Palaja

### Composition depuis 2015
| Nom                                 | Code Insee | Intercommunalité     | Superficie (km2) | Population (dernière pop. légale)                | Densité (hab./km2) | Modifier                                    |
| ----------------------------------- | ---------- | -------------------- | ---------------- | ------------------------------------------------ | ------------------ | ------------------------------------------- |
| Carcassonne (bureau centralisateur) | 11069      | CA Carcassonne Agglo | 65,08            | Fraction : 14 580 (2022) Commune : 46 429 (2022) | 713                | modifier les données · modifier les données |
| Canton de Carcassonne-1             | 1102       |                      |                  | 14 580 (2022)                                    |                    | modifier les données                        |

Le canton comprend la partie de la commune de Carcassonne située au nord d'une ligne définie par l'axe des voies et limites suivantes : depuis la limite territoriale de la commune de Pennautier, sur le chemin de Fresquel au point de latitude nord 43° 23 et de longitude 2° 33, une ligne droite suivant la voie de desserte locale jusqu'à la rue Pierre-Pavanetto, ligne droite dans le prolongement de la rue Pierre-Pavanetto jusqu'à l'angle de la rue Louis-Blériot, route départementale 6113, avenue du Président-Franklin-Roosevelt, pont de la Paix, canal du Midi, passerelle, boulevard de Varsovie, boulevard Marcou, boulevard Barbès, boulevard du Commandant-Roumens, boulevard Camille-Pelletan, square Gambetta, rue Fédou, cours de l'Aude, route départementale 118, avenue Georges-Guille, rue Magellan, rue André-Jean-Cayatte, route départementale 49, avenue Claude-Bernard, chemin de Gougens, jusqu'à la limite territoriale de la commune de Villemoustaussou.

## Démographie

### Démographie avant 2015
| 1975 | 1982 | 1990   | 1999   | 2006   | 2011   | 2012   |
| ---- | ---- | ------ | ------ | ------ | ------ | ------ |
| -    | -    | 16 417 | 17 970 | 20 212 | 20 951 | 20 926 |

### Démographie depuis 2015
En 2022, le canton comptait 14 580 habitants, en évolution de −2,95 % par rapport à 2016 (Aude : +2,65 %, France hors Mayotte : +2,11 %).
| 2013   | 2018   | 2022   |
| ------ | ------ | ------ |
| 15 308 | 14 998 | 14 580 |